# سعيد أباد العليا (اسماعيلي كرمان)
سعید أباد العلیا (بالفارسية: سعیدآباد علیا) هي منطقة سكنية تقع في إيران في منطقة إسماعيلي. يقدر عدد سكانها بـ 0 نسمة بحسب إحصاء 2016.